# Cybaeus mikhailovi
Espèce
Cybaeus mikhailovi est une espèce d'araignées aranéomorphes de la famille des Cybaeidae.

## Distribution
Cette espèce est endémique du kraï du Primorié en Russie,.

## Description
Les mâles mesurent de 3,83 à 4,67 mm et les femelles de 4,17 à 5,33 mm.

## Étymologie
Cette espèce est nommée en l'honneur de Kirill G. Mikhailov.

## Publication originale
- Marusik & Omelko, 2021 : « A new species and new records of Cybaeus L. Koch, 1868 (Aranei: Cybaeidae) in the Maritime Province of Russia. » Arthropoda Selecta, vol. 30, no 2, p. 216-220 (texte intégral).